# Scoloparia
Scoloparia és un gènere extint de procolofònid pararèptil del Triàsic Superior al Canadà. S'han descobert fòssils a la formació de Wolfville a Nova Escòcia.